# Celebrity Infinity
Celebrity Infinity — круизное судно класса Millennium, принадлежащее круизному оператору Celebrity Cruises. Это второе построенное судно этого класса. Первое — это Celebrity Millennium, позже были построены еще два: Celebrity Constellation и Celebrity Summit. Celebrity Infinity был построен на верфи Chantiers de l’Atlantique, Сен-Назер, Франция, в 2001 году под именем Infinity. В 2007 году судно было переименовано в Celebrity Infinity.
В 2018 году судно выполняло круизы по Аляске в летнее время, а в зимний сезон по Южной Америке, включая Чили, Аргентину, Панаму (Панамский канал) и Уругвай.

## Описание
Корабль имеет двухэтажный главный ресторан Trellis на нижних палубах, в корме. В нём также есть двухэтажный театр Celebrity Theatr. В 2011 году корабль был модернизирован, были добавлены новые общественные зоны, кафе, винный ресторан. Отличительной особенностью корабля Celebrity Infinity является ресторан с оригинальными светильниками и фарфором из легендарного океанского лайнера SS United States, который до сих пор принадлежит трансатлантический рекорд скорости.

## Инциденты
3 июня 2016 года Infinity при швартовке в порту Кетчикане, Аляска, и при порывистом ветре до 45 миль в час врезался в причал. В результате был пробит корпус корабля над ватерлинией и сильно разрушен причал. Пассажиры и члены экипажа не пострадали. Помимо значительного ущерба кораблю, стоимость ремонта причала составила от двух до трех миллионов долларов.